# Renzo Malanca
Renzo Mariano Malanca (Guaymallén, Argentina, 6 de mayo de 2003) es un futbolista profesional argentino. Juega de defensa y su equipo actual es Huachipato de la Primera División de Chile.

## Trayectoria
Inicio su carrera en las inferiores del Club Leonardo Murialdo, pasando a Independiente Rivadavia en 2015. Firmó su primer contrato profesional a los dieciséis años el 9 de octubre de 2019, convirtiéndose en el jugador más joven del club en firmar un contrato profesional. En febrero de 2020, fue convocado por el técnico Matías Minich para un partido de Primera B Nacional como visita ante Ferro Carril Oeste, no viendo minutos. Minich fue reemplazado por Marcelo Straccia a mediados de año, quien seleccionó a Malanca como titular para su debut absoluto, con diecisiete años, el 3 de enero de 2021 ante Alvarado.
En julio de 2021, se anunció su traspaso a Huachipato de la Primera División chilena. El 27 de enero de 2022, se hizo efectiva la transferencia.

## Estadísticas
| Club                              | Div.          | Temporada     | Liga  | Liga  | Copas nacionales | Copas nacionales | Torneos internacionales | Torneos internacionales | Total | Total |
| Club                              | Div.          | Temporada     | Part. | Goles | Part.            | Goles            | Part.                   | Goles                   | Part. | Goles |
| --------------------------------- | ------------- | ------------- | ----- | ----- | ---------------- | ---------------- | ----------------------- | ----------------------- | ----- | ----- |
| Independiente Rivadavia Argentina | 2.ª           | 2020-21       | 1     | 0     | —                | —                | —                       | —                       | 1     | 0     |
| Independiente Rivadavia Argentina | 2.ª           | 2021          | 23    | 0     | —                | —                | —                       | —                       | 23    | 0     |
| Independiente Rivadavia Argentina | Total club    | Total club    | 24    | 0     | 0                | 0                | 0                       | 0                       | 24    | 0     |
| Huachipato · Chile                | 1.ª           | 2022          | 12    | 0     | —                | —                | —                       | —                       | 12    | 0     |
| Huachipato · Chile                | 1.ª           | 2023          | 2     | 0     | 0                | 0                | —                       | —                       | 2     | 0     |
| Huachipato · Chile                | 1.ª           | 2024          | 3     | 0     | 0                | 0                | —                       | —                       | 0     | 0     |
| Huachipato · Chile                | Total club    | Total club    | 17    | 0     | 0                | 0                | 0                       | 0                       | 14    | 0     |
| Total carrera                     | Total carrera | Total carrera | 41    | 0     | 0                | 0                | 0                       | 0                       | 38    | 0     |
| 1.                                |               |               |       |       |                  |                  |                         |                         |       |       |

## Palmarés
| Título           | Club       | País  | Año  |
| ---------------- | ---------- | ----- | ---- |
| Primera División | Huachipato | Chile | 2023 |